# Caroline Olivier-Ruchet
Caroline Olivier-Ruchet, née le 1er octobre 1803 à Aigle et morte le 1er mars 1879 à Gryon, est une poétesse et romancière suisse de langue française. Elle signe certains textes publiés dans la Revue suisse du pseudonyme Charles Autigny.
Elle est notamment à l'origine de deux romans (L'Honneur de famille en 1838 et La Campagne des Corps-Francs en 1845), d'une anthologie de poésie chrétienne (1839) et d'un recueil de poésie à quatre mains, rédigé avec son mari Juste Olivier (Les deux Voix en 1835). Elle est la sœur du conseiller d'État Louis Ruchet et la belle-soeur de l'écrivain Urbain Olivier.

## Biographie

### Enfance et jeunesse (1803-1827)
Caroline Ruchet naît en 1803 à Aigle, dans le canton de Vaud. Elle est la fille de Jean François Louis Ruchet, juge au tribunal de district et capitaine de la IIe compagnie des carabiniers vaudois, et de Marie-Anne Ruchet née Rossier[page à préciser].  
Elle reçoit une éducation bourgeoise et prend rapidement la plume[page à préciser].  Elle termine ses études à 14 ans, avant de parfaire son instruction religieuse et de faire son entrée en société. Elle fréquente alors des salons littéraires à Lausanne, Noville ou encore Genève[page à préciser]. Elle partage des poèmes de sa composition avec ses amis. Sa réputation littéraire grandit et, sur recommandation de Charles Monnard, elle rencontre l'écrivaine vaudoise Isabelle de Montolieu[page à préciser].  
En 1828, elle est présentée à Chateaubriand lors d'une visite de celui-ci à Lausanne. Caroline Ruchet et ses amis adhèrent aux idées romantiques, mais aussi au mouvement religieux du Réveil. Sa ferveur religieuse influence son œuvre littéraire et elle affirme « retrouver dans la poésie l'harmonie qui exalte nos rapports avec l'Être suprême »[page à préciser]. 

### Mariage avec Juste Olivier et séjour à Neuchâtel (1827-1833)
En 1827, elle rencontre le poète vaudois Juste Olivier grâce à des amis lausannois. Les deux poètes, alors tous deux fiancés à d'autres personnes, se lient d'amitié[page à préciser]. À cette période, le père de Caroline Ruchet meurt et elle prend soin de sa mère ainsi que de sa sœur et son frère cadets. C'est en 1830 qu'elle épouse Juste Olivier à Noville[réf. souhaitée]. 

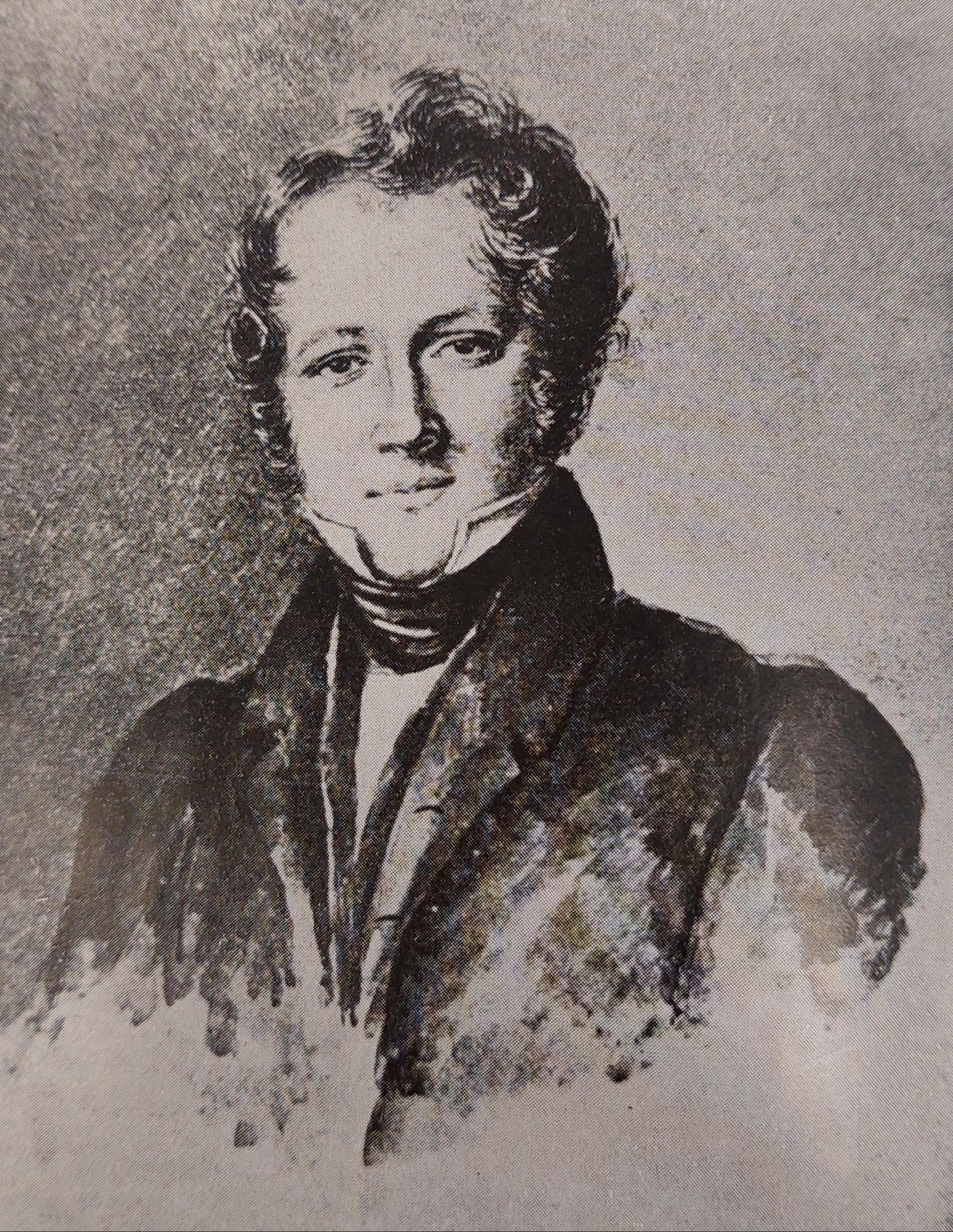
Juste Olivier en 1830.

Le couple s'installe alors à Neuchâtel, où Juste Olivier vient d'être nommé professeur d'histoire et de Belles-lettres. Dans une lettre à son amie de jeunesse Mlle Frossard, Caroline Olivier parle des activités intellectuelles qui rythment le quotidien du couple. Son mari traduit la Divine Comédie puis Faust, et Caroline Olivier transpose les traductions en vers. Ils rédigent tous deux certains poèmes qui figureront plus tard dans leur recueil commun Les deux Voix. Caroline Olivier explique : « Je me sens dans une fièvre d'idées qui veulent faire explosion toutes à la fois et se nuisent, en sorte que je commence tous les jours quelque chose de nouveau que bientôt je laisse là »[page à préciser].
En 1832, Caroline et Juste Olivier deviennent amis avec le Lausannois Charles Secrétan, futur juriste et philosophe. Le jeune homme leur parle de son projet de fonder une revue intellectuelle suisse romande. Les Olivier pourraient y collaborer, et auraient ainsi une raison de quitter Neuchâtel et se rapprocher de leur cercle vaudois. En 1833, le couple retourne vivre à Lausanne[page à préciser].

### Carrière littéraire (1833-1845)
De retour à Lausanne, le couple a des moyens modestes mais tient à participer à la vie intellectuelle de la région. Caroline Olivier tient salon et ils reçoivent ainsi Adolphe Lèbre ou Frédéric Monneron[réf. souhaitée].  
En 1835, elle publie avec son mari un recueil de poésie commun : Les deux Voix. 
En 1837, Charles Secrétan fonde finalement la Revue suisse, qu'il évoquait avec ses amis depuis plusieurs années. Caroline Olivier y contribue sous le pseudonyme de Charles Autigny.
Elle travaille sur un roman historique Les Triailles, d'après le nom que les habitants d'Aigle donnent aux soirées durant lesquelles ils trient les noix. Ce roman ne sera finalement jamais publié[page à préciser]. En revanche, elle publie en 1838 un autre roman, L'honneur de famille, puis une anthologie de Poésie chrétienne l'année d'après. Elle rédige aussi une notice sur Mme de Charrière qui paraît dans la Revue suisse[page à préciser].
En 1842, elle se rend à Paris dans le but de placer ses propres textes et les articles de son mari. Celui-ci la rejoint quelques mois plus tard. Les Olivier y fréquentent l'élite romantique, comme l'illustrent des notes de Caroline Olivier, éditées par Philippe Godet en 1904. 
Le 8 mars 1842, Caroline Olivier raconte par exemple une rencontre avec George Sand :

« Visite chez Mme Sand. Elle est jolie, plus femme que dame ; cependant, par instants, plus ceci que je n'imaginais. Simple et bonne enfant au fond. Forte de corps et d'esprit, les doigts mignons et fort bien posés autour d'une cigarette, avec une grâce sans affectation. La mise unie, les yeux superbes, et beaucoup d'individualité, même dans l'arrangement si simple de ses cheveux noirs. Au fond d'une grande cour, un équipage armorié devant une petite porte et un escalier mesquin. Une servante dérangée, un peu souillon ; de petites pièces, des fleurs, des choses rares ; un air général de sans-façon dans la richesse. Elle déteste Paris et se croit pauvre. Elle a été bonne, simple, accueillante ; nous y dînons aujourd'hui, Mickiewicz et moi, pour entendre Chopin. »

— Caroline Olivier, Note du 8 mars 1842, citée par Philippe Godet (1904)
Cependant, le succès littéraire n'est pas au rendez-vous pour Caroline Olivier et son mari. Le couple rentre à Lausanne sans avoir pu placer aucun texte[page à préciser].
Les Olivier rachètent la Revue suisse en 1842.  Ils y intègrent une « chronique parisienne » dont Sainte-Beuve est responsable. Caroline Olivier y collabore régulièrement[page à préciser].

### Responsabilités familiales
Alors que le couple fait face à des difficultés financières, leur premier est enfant mort-né en 1833. La santé de Caroline Olivier s'en trouve fragilisée. Le 12 février 1836 naît leur fils aîné, Aloys. Il est suivi en 1837 par Édouard-Davel puis par Charles-Arnold en 1840. Thérèse, la dernière des enfants Olivier, naît en février 1843[page à préciser].  

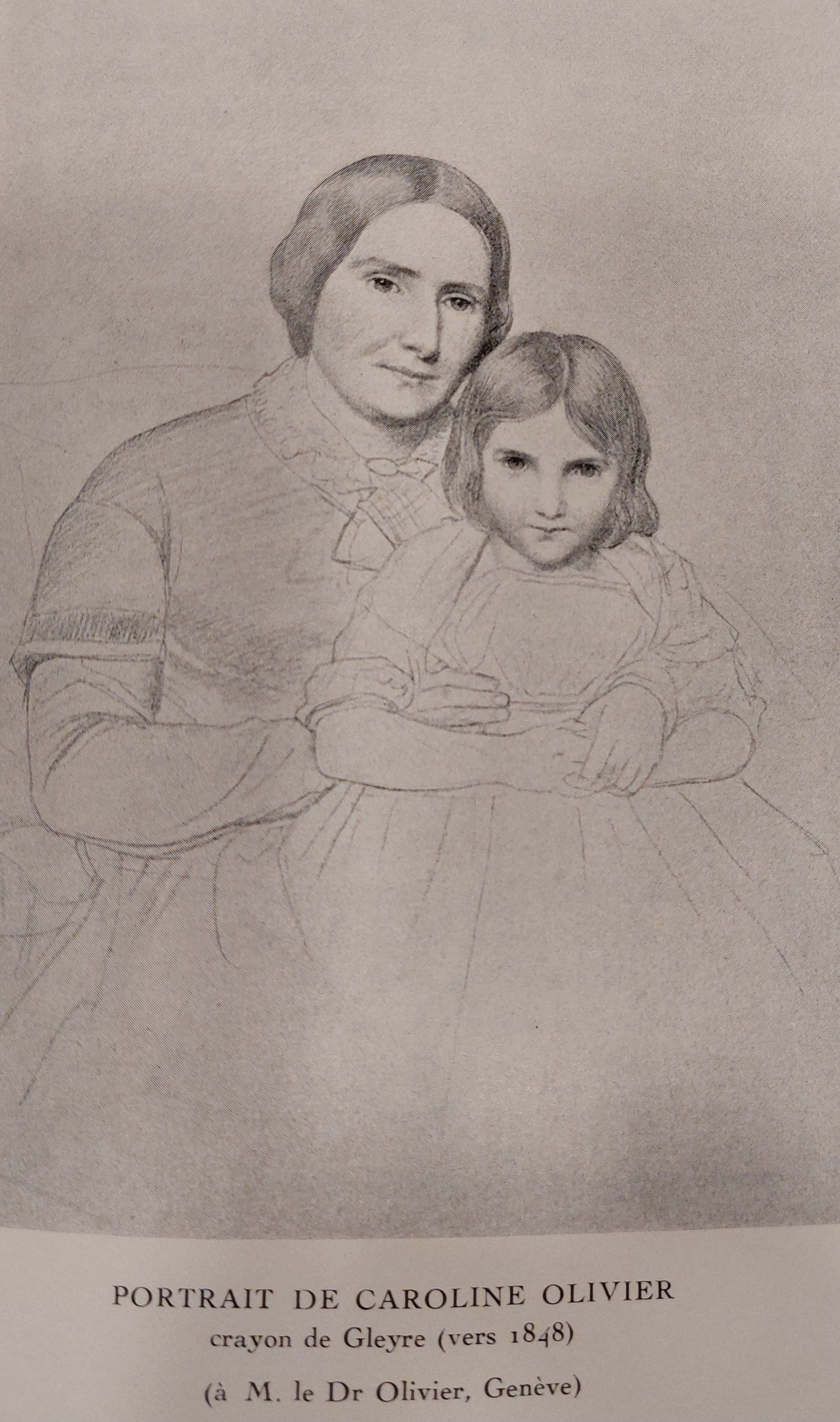
Portrait au crayon de Caroline Olivier et sa fille Thérèse vers 1848 par Charles Gleyre.

Leur troisième fils, Charles-Arnold, est atteint d'une tumeur à l’œil droit et requiert des soins particuliers. Ces circonstances poussent Caroline à abandonner peu à peu sa carrière littéraire au cours des années 1840.

### Période parisienne (1845-1870)
À partir de 1845, Caroline et Juste Olivier font à nouveau plusieurs séjours à Paris pour faire soigner par un spécialiste leur fils Charles-Arnold, atteint d'une tumeur à l'œil. En mai 1846, poussés à l'exil par la Révolution radicale dans le canton de Vaud, les Olivier décident de s'installer à Paris de manière définitive. La Revue suisse, que Caroline et Juste dirigeaient depuis 1842, est vendue à un imprimeur neuchâtelois.
À Paris, les Olivier s'installent à la place des Vosges. La situation financière du couple les contraint à accueillir des pensionnaires. Caroline Olivier devient la maîtresse de la pension. Elle collabore parfois à la chronique parisienne de la Revue suisse, mais renonce peu à peu à l'écriture. En 1852, leur troisième fils Charles-Arnold décède. Caroline Olivier se distancie de la vie publique et se consacre davantage à la lecture solitaire et à la religion[page à préciser]. 
À la fin des années 1860, Caroline Olivier et son mari déménagent à la rue Pernelle. Ils passent leurs étés en Suisse, dans le chalet que leur fils Édouard a acheté pour eux à Gryon, ou dans celui de Cergement (également dans la région de Gryon) que Caroline Olivier a hérité de sa famille[page à préciser].

### Retour en Suisse et mort (1870-1879)
Caroline Olivier et son mari retournent définitivement vivre en Suisse en juin 1870. Ils vivent dans leur chalet de Gryon, où elle tient une pension. 
Après la mort de son mari le 7 janvier 1876, Caroline Olivier reste vivre dans son chalet, où elle s'occupe de ses plantes, son chat, son chien et ses oiseaux. Elle meurt le 1er mars 1879[page à préciser].

## Correspondance avec Sainte-Beuve
Dès 1835, Caroline et Juste Olivier entretiennent une correspondance avec le critique littéraire et écrivain français Charles-Augustin Sainte-Beuve. Ces échanges épistolaires dureront plus de trente ans, jusqu'à la mort de Sainte-Beuve en 1869. Les lettres de Sainte-Beuve au couple Olivier sont publiées pour la première fois en 1903 par Léon Séché dans la Revue des Deux Mondes. En 1904, l'écrivain neuchâtelois Philippe Godet édite les lettres des Olivier à Sainte-Beuve qui ont pu être conservées.
En 1837, Sainte-Beuve voyage en Suisse et passe quelques jours chez les Olivier à Aigle. C'est à cette occasion qu'il rencontre Caroline Olivier. Il avait déjà rencontré son mari en 1830, lors d'un séjour de ce dernier à Paris. Durant l'hiver 1837-1838, Sainte-Beuve donne un cours à Lausanne sur l'histoire du monastère Port-Royal des Champs, dont il tirera plus tard son ouvrage Port-Royal. Ce cours dure plusieurs mois, au cours desquels Sainte-Beuve séjourne chez les Olivier[page à préciser].
Les lettres de Caroline Olivier à Sainte-Beuve illustrent son activité littéraire. Elle raconte par exemple à son ami, dans une lettre de mars 1841, son chagrin face à la mort de son éditeur anglais : « Mon éditeur anglais est mort ; mort juste au moment où mes deux notices sur Lamartine et de Vigny, dont j'étais contente, allaient lui parvenir. Il n'est plus question maintenant pour moi de publier en Angleterre ; à moins d'y faire un voyage auquel je ne saurais penser à présent ». Elle donne régulièrement à Sainte-Beuve des nouvelles de ses connaissances établies en Suisse, dont Alexandre Vinet, Charles Monnard et le beau-frère de Caroline Olivier, Urbain Olivier.
La correspondance éditée par Philippe Godet en 1904 contient certaines lettres inédites de George Sand, qui sont parvenues à l'éditeur sous forme de copies de la main de Caroline Olivier. Cette dernière évoque dans ses lettres à Sainte-Beuve de 1841 le séjour chez les Olivier du botaniste français Jules Néraud. Vers 1840, Néraud compose un traité de botanique destiné à la jeunesse et se tourne vers son amie George Sand pour des conseils. Dans une lettre recopiée par Caroline Olivier et éditée par Philippe Godet en 1904, George Sand recommande à son ami de s'adresser aux Olivier : « Sainte-Beuve dit que nulle part mieux qu'à Lausanne tu ne trouveras des renseignements et peut-être des éditeurs. Selon lui, personne mieux que les Olivier ne pourra te recommander et te diriger dans la publication de ton livre, et c'est pour eux seuls qu'il t'envoie une lettre. Il n'est pas lié, lui, personnellement avec des savants suisses, mais avec des littérateurs seulement. Le cours qu'il a fait à Lausanne il y a deux ans était un cours d'histoire littéraire. Les Olivier sont plus répandus et te piloteront mieux ». Si Néraud arrive bien chez les Olivier en juin 1841, son traité de botanique sera publié seulement six ans plus tard, par l'éditeur lausannois Georges-Victor Bridel.

## Postérité
En 1907, à l'occasion du centenaire de Juste Olivier, un bloc erratique est érigé dans le village de Gryon, en mémoire de Caroline et Juste Olivier. Il porte les inscriptions : « Un vent de poésie a passé sur nos têtes » et « À Juste et Caroline Olivier, leurs admirateurs et le peuple vaudois ».
En 2019, la descendante de Caroline et Juste Olivier fait rénover leur chalet dans le but d'y accueillir des artistes. Depuis 2020, il est géré par l'Association Caroline et Juste Olivier.

## Œuvre
- avec Juste Olivier : Les deux Voix, Lausanne/Paris, G. Rouiller/H. Bossange, 1835 (lire en ligne)
- L'Honneur de la famille, 1838 (lire en ligne)
- Poésie chrétienne, recueillie de divers auteurs français, Lausanne, 1839 (lire en ligne)
- La Campagne des Corps-Francs, 1845 (lire en ligne)
- avec Marceline Desbordes-Valmore : Scènes intimes (recueil de nouvelles), Berne, Paris, Leizig, Ed. Mathey, 1855 (lire en ligne)